# Computeruniverse
Die Computeruniverse war ein 1999 in Bad Homburg von Alexander Koppisch, Edyta Koppisch und Reiner Schramm gegründetes Elektronik-Versandhandelsunternehmen. Das Unternehmen gehört seit 2006 mehrheitlich der Hubert Burda Media.
Im Jahr 2000 startet Computeruniverse mit dem Vertrieb von Elektronikprodukten über einen selbst entwickelten Onlineshop. Das ursprüngliche Kernsortiment aus IT-Elektronik, Hardware und Software wurde im Laufe der Jahre durch Multimedia, Telekommunikation, Foto/Video, Haushaltselektronik und Gartenbedarf erweitert.
2006 wurde Computeruniverse von Hubert Burda Media übernommen und in die Burda Digital integriert.
Der Online-Shop von Computeruniverse erhielt 2012 den Shop Usability Award, das hauseigene Callcenter den CCV Quality Award für Kundenzufriedenheit.
Ende September 2023 wurde Computeruniverse auf die Cyberport SE verschmolzen und zu einer Marke der Cyberport SE.

## Kennzahlen
Computeruniverse führt in seinem Onlineshop mehr als 100.000 Elektronik-Artikel und vertreibt diese weltweit. 2019 erwirtschaftete das Unternehmen nach eigenen Aussagen 218 Millionen Euro Umsatz und beschäftigte 170 Mitarbeiter.